# Роберт Торренс
Сер Роберт Ричард Торренс (лицар повного хреста святих Михаїла та Георгія) (*1814 — †31 серпня 1884) був третім (за деякими джерелами — першим) прем'єр-міністром Південної Австралії, «піонером» і автором спрощеної системи трансферу майнових прав.

## Біографія

### Ранні роки
Торренс народився у місті Корк в Ірландії в 1814 році його батько, полковник Роберт Торренс, (член королівського наукового товариства), видатний економіст, був одним із засновників Південної Австралії. Він навчався у Триніті Коледжі, Дублін, де здобув ступінь магістра. Він переїхав до Австралії в 1839 році й того ж року одружився з Барбарою, вдовою Огастаса Джорджа Енсона.
У лютому 1841 року він був митником в Аделаїді, ймовірно, отримавши цю посаду одразу після приїзду. У розширеному законодавчому зібранні, яке було обрано в липні 1851 року, Торренс був одним з чотирьох офіційних номінантів, висунутих губернатором. Коли у жовтні 1856 року розпочав роботу «відповідальний уряд», Торренс став скарбником у міністерстві Бойла Фіннісса. Його обрали одним з членів Палати асамблеї міста Аделаїда у новому парламенті, і 1 вересня 1857 року він став прем'єром, проте його уряд протримався менш як місяць.

### Акт про нерухомість 1858
У грудні 1857 він виборов прийняття Акту про нерухомість від 1858 р. (щодо передачі прав на нерухомість) в асамблеї, і ця система стала відома, як «система титулів Торренса». За цією системою власність передавалася шляхом реєстрації прав, а не правочинів, і з того часу вона набула поширення у світі. Були спроби применшити заслугу Торренса в цьому видатному досягненні, бо стверджували, що первісну пропозицію вніс Ентоні Форстер, тодішній редактор газети «Аделаїд реджистер». У передмові до своєї книги «Південноавстралійська система передачі прав на нерухомість шляхом реєстрації титулу (права)», опублікованій в Аделаїді у 1859, Торренс зазначав, що його інтерес до цього питання виник ще 22-ма роками раніше через невдачі родича та друга, і що він багато років працював над цією проблемою. Хто б не запропонував першим даний метод, підґрунтям до якого також міг стати звіт, представлений у Британській палаті громад 15 травня 1857, саме Торренс надав йому практичної форми та наполегливо провів його через парламент, попри потужну протидію з боку юристів та правознавців. Пізніше він відвідав штат Вікторія і допомагав у запровадженні нової системи й в цій колонії.

### Англія
У 1863 році він поїхав з Австралії й поселився в Англії. Він став членом палати громад від Кембриджу з 1868 до 1874. Він став лицарем хреста святих Михаїла та Георгія у 1872 р. і лицарем повного хреста цього ж ордена в 1884. Помер він 31 серпня 1884. Окрім зазначеної вище роботи, Торренс опублікував Виступи Р. Р. Торренса (1858), Посібник з Акту Південної Австралії «про нерухомість» (1862), Перевезення, що вважається покаранням і способом заснування колоній (1863) і Есе про передачу прав на землю шляхом реєстрації (1882).

## Родина
Вважається, що річка Торренс, що тече в Аделаїді, а також залізнична станція Торренс Брідж, парк Торренса, плац-парад Торренса і гора Торренс, Південна Австралія, були названі на честь його батька.